# 道頓堀ZAZA
道頓堀ZAZA（どうとんぼり ざざ）は、大阪府大阪市中央区道頓堀にある民営の劇場。収容人数の違う2つの劇場（HOUSE、POCKET’S）を併設している。

## 概要
1999年まで道頓堀五座の一つである中座があった場所の跡地に建てられた「セラヴィスクエア中座」がリニューアルオープンして複合商業施設「中座くいだおれビル」に名称を変更後、地下1階に2010年設立された劇場。主にお笑いライブが行われている。
2018年、同じフロア内に新劇場「ZAZA Box」を開設して3つの劇場で営業していたが、新型コロナウイルス感染拡大の影響で「ZAZA Box」は2020年に閉館した。

## 道頓堀ZAZA HOUSE
お笑い、演劇、コンサートなどを開催している多目的スペース。
- 客席：シアター形式 100席 - 150席、テーブル形式 50席 - 80席[1]
- 楽屋：2室（26、10平方メートル）[1]

## 道頓堀ZAZA POCKET’S
お笑い、落語などを開催していて、毎日お笑いライブが昼間の時間帯に複数回行われている。
- 客席：50席 - 80席[1]
- 楽屋：1室[1]

## 道頓堀ZAZA Box（閉館）
2018年6月、同じフロア内に道頓堀スクエアがオープンする時に増設された劇場で座席は100席、270度のプロジェクションマッピングを常設していて「フードミュージカルGOTTA（ゴッタ）」をロングラン公演していた。GOTTAで使用していない時間帯は、ZAZAよしもとライブを不定期で開催していた。
インバウンド向けミュージカルだったGOTTAが、新型コロナウイルス感染拡大の影響で終了が決まり、劇場も2020年8月31日に閉館した。

## アクセス
- Osaka Metro なんば駅 から徒歩5分
- 近鉄・阪神 大阪難波駅 から徒歩6分
- 南海電鉄 難波駅 から徒歩7分
- 関西本線 JR難波駅 から徒歩9分
- Osaka Metro 心斎橋駅 から徒歩10分
- 専用駐車場なし